# Crypturellus tataupa
Il tinamo tataupa (Crypturellus tataupa (Temminck, 1815)) è un uccello  della famiglia Tinamidae.

## Tassonomia
Sono note 4 sottospecie:
- Crypturellus tataupa tataupa (Temminck, 1815) - diffusa dalla Bolivia settentrionale e orientale fino al Brasile centrale e sud-orientale e all'Argentina settentrionale
- Crypturellus tataupa inops Bangs & Noble, 1918 - diffusa nell'Ecuador sud-occidentale e nel Perù nord-occidentale
- Crypturellus tataupa lepidotus (Swainson, 1837) - diffusa nel Brasile nord-orientale
- Crypturellus tataupa peruvianus (Cory, 1915) - diffusa nel Perù centrale